# Hey Mama!
Hey Mama! è il primo EP del gruppo musicale sudcoreano Exo-CBX, pubblicato nel 2016.

## Tracce
1. The One – 3:29
2. Hey Mama! – 3:25
3. Rhythm After Summer – 3:30
4. Juliet – 3:35
5. Cherish – 3:20